# Sophiane Méthot
Sophiane Méthot (Longueuil, 3 de agosto de 1998) é uma ginasta de trampolim canadense.

## Carreira
Ela ganhou a medalha de bronze no evento individual feminino no Campeonato Mundial de Ginástica de Trampolim de 2017, realizado em Sófia, Bulgária. No Campeonato Mundial de Trampolim de 2019, realizado em Tóquio, Japão, ela conquistou, ao lado de Samantha Smith, Sarah Milette e Rosie MacLennan, a medalha de bronze na prova feminina por equipes com uma pontuação de 133.745.
Nos Jogos Olímpicos de Verão de 2024, em Paris, conquistou a medalha de bronze na competição de trampolim feminino.